# Tempos Modernos
Tempos Modernos (em inglês:  Modern Times) é um filme semimudo estadunidense lançado em 1936 dos gêneros comédia, drama e romance, escrito e dirigido por Charlie Chaplin; no filme seu icônico personagem Little Tramp (O Vagabundo) tenta sobreviver no moderno mundo industrializado. O filme é uma forte crítica sobre o capitalismo, ao nazifascismo e ao imperialismo,[parcial?] bem como os maus-tratos que os trabalhadores recebiam na época desde a Revolução Industrial durante a Grande Depressão.
O filme é estrelado por Chaplin, Paulette Goddard, Henry Bergman, Tiny Sandford e Chester Conklin. Tempos Modernos tornou-se notável por ser a última vez que Chaplin interpretou o seu icônico personagem Little Tramp.
Tempos Modernos foi considerado "culturalmente significativo" pela Biblioteca do Congresso dos Estados Unidos em 1989 e foi selecionado para preservação no National Film Registry. Quatorze anos depois, foi exibido "fora de competição" na edição de 2003 do Festival de Cannes.

## Enredo
Tempos Modernos retrata Chaplin empregado em uma linha de montagem. Lá, ele é submetido a tais indignidades como sendo forçado por uma "máquina de alimentação" avariada e uma linha de montagem acelerada onde ele parafusa uma taxa cada vez maior em peças de maquinaria. Ele é enviado para um hospital. Quando ele retorna, acidentalmente deixa os condenados inconscientes. Ele é saudado como um herói e é libertado.

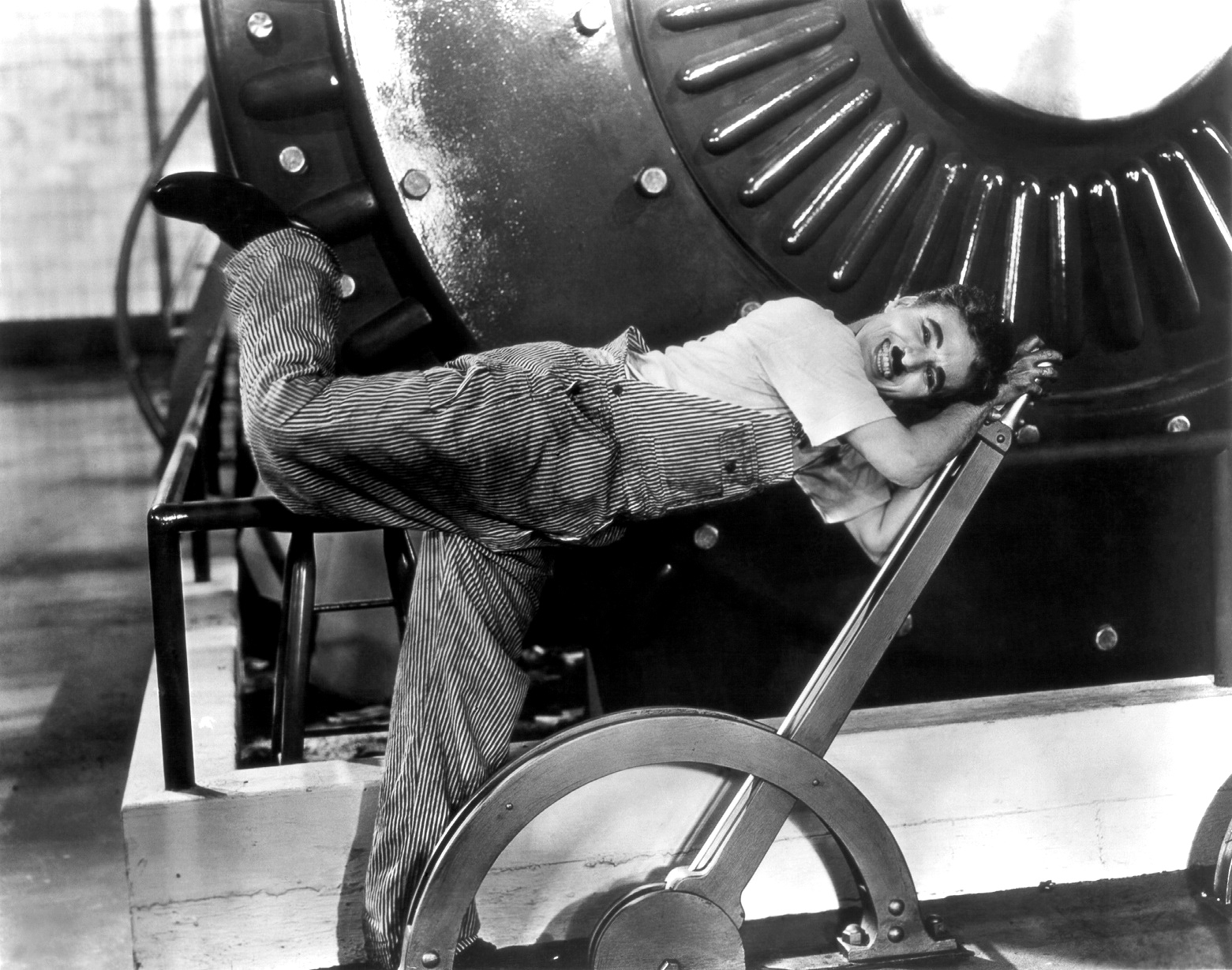
O Vagabundo trabalhando na máquina gigante na cena mais famosa do filme

Fora da cadeia, ele solicita um novo emprego, mas sai depois de causar um acidente. Ele corre para uma menina recentemente órfã, Ellen, que está fugindo da polícia depois de roubar um pedaço de pão. Para salvar a menina, ele diz à polícia que ele é o ladrão e deve ser preso. Uma testemunha revela a verdade e ele é libertado. Para ser preso de novo, ele come uma enorme quantidade de comida em uma lanchonete sem pagar. Ele encontra-se com Ellen em um vagão, que cai, e ela convence-o a escapar com ela. 
Ellen leva-o para uma nova casa. Na manhã seguinte, o operário lê sobre uma antiga fábrica que foi reaberta e consegue um emprego lá como assistente de mecânico. 
Ele descobre que Ellen é uma dançarina em uma cafeteria. Ele recebe um emprego como cantor e garçom, onde faz seus deveres desajeitadamente. Quando a polícia chega para prender Ellen pela fuga anterior, os dois fogem novamente. 

## Elenco
- Charlie Chaplin ... Trabalhador
- Paulette Goddard ... Ellen Peterson "The Gamin"
- Henry Bergman ... Proprietário do Café
- Tiny Sandford ... Big Bill
- Chester Conklin ... Mecânico
- Al Ernest Garcia ... Presidente da Electro Steel Corp.
- Stanley Blystone ... Pai de Ellen Peterson
- Richard Alexander ... colega de prisão
- Cecil Reynolds ... Ministro
- Mira McKinney ... esposa do  Ministro
- Murdock MacQuarrie ... J. Widdecombe Billows, inventor
- Wilfred Lucas ... Funcionário
- Edward LeSaint ... Sheriff Couler
- Fred Malatesta ... garçom principal do Café
- Sammy Stein ... operador de  Turbina
- Hank Mann ... ladrão com  Big Bill
- Louis Natheaux ... ladrão com Big Bill
- Gloria DeHaven ... irmã de Ellen Peterson (não creditado)
- Juana Sutton ... patroa (não creditada)

## Produção
Durante uma turnê europeia para a promoção de Luzes da Cidade, Chaplin se inspirou na concepção de Tempos Modernos após presenciar as condições lamentáveis do continente durante a Grande Depressão, juntamente com uma conversa com Mahatma Gandhi, na qual discutiram a tecnologia moderna da época. Chaplin não compreendia por que Gandhi geralmente se opunha a ela, embora admitisse que "máquinas cuja única finalidade era gerar lucros" haviam feito diversas pessoas perderem seus empregos, arruinando suas vidas.
Chaplin começou a desenvolver o filme em 1934, chegando a escrever um roteiro de diálogo e experimentar algumas cenas sonoras. No entanto, ele logo abandonou essas tentativas e voltou a um formato silencioso com efeitos sonoros sincronizados e diálogos esparsos. Os experimentos de diálogo confirmaram sua antiga convicção de que o apelo universal de seu personagem "Little Tramp" seria perdido se o personagem falasse nas telas; a maior parte do filme foi filmada em "velocidade silenciosa", 18 quadros por segundo, que, quando projetada em "velocidade do som", 24 quadros por segundo, fez a ação do pastelão parecer ainda mais frenética. A duração das filmagens foi longa, começando em 11 de outubro de 1934 e terminando somente em 30 de agosto de 1935.
A referência às drogas vista na sequência da prisão é um tanto ousada para a época (uma vez que o Código Hays, estabelecido em 1930, proibia a representação do uso de drogas ilegais nos filmes); Chaplin já havia feito referências a drogas antes em um de seus curtas-metragens mais famosos, Easy Street, lançado em 1917.

## Música
De acordo com documentos oficiais, a trilha sonora foi composta pelo próprio Chaplin e arranjada com a assistência de Alfred Newman, que havia colaborado com Chaplin na trilha sonora de seu filme anterior Luzes da Cidade. Newman e Chaplin tiveram discordâncias perto do final das sessões de gravação da trilha sonora de Tempos Modernos, levando à amarga saída de Newman do projeto.
Mais tarde, o tema do romance de Little Tramp e Ellen recebeu letras, originando a canção "Smile", gravada pela primeira vez por Nat King Cole.
Tempos Modernos foi o primeiro filme em que a voz de Chaplin é ouvida enquanto ele interpreta a música cômica de Léo Daniderff "Je cherche après Titine"; a versão de Chaplin também é conhecida como "The Nonsense Song", pois seu personagem a canta de maneira sem sentido. As letras são sem sentido, mas parecem conter palavras em francês e italiano; o uso de palavras deliberadamente meio inteligíveis para efeito cômico indica o caminho para os discursos de Adenoid Hynkel em O Grande Ditador.

## Lançamento e recepção

### Desempenho comercial

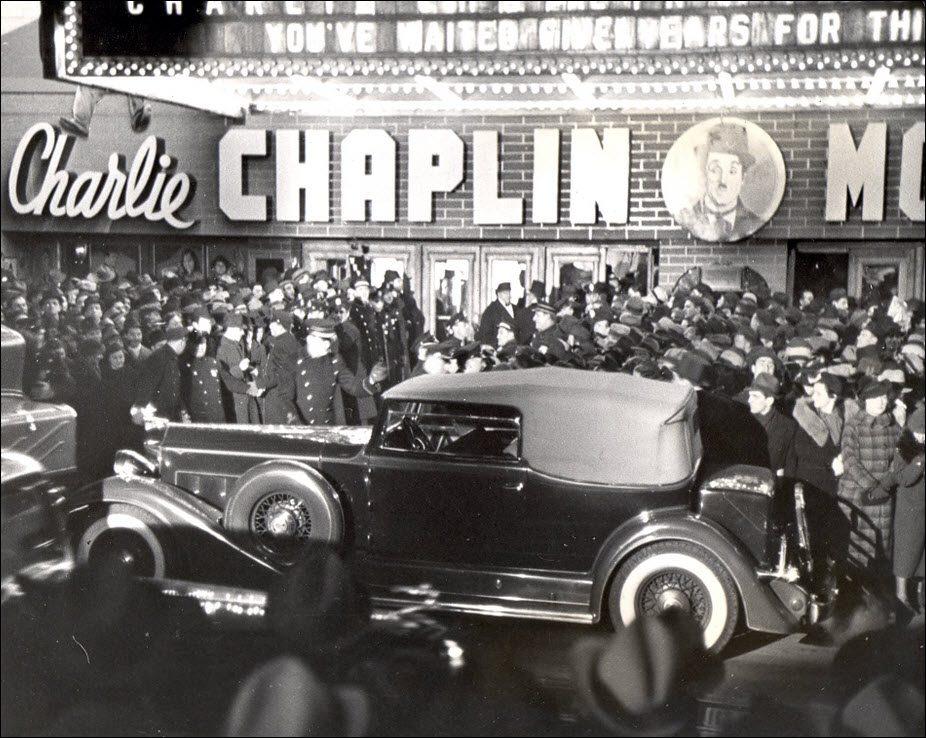
Lançamento mundial do filme em 1936

Na época, o filme não teve um desempenho comercial satisfatório nas bilheterias dos Estados Unidos, mas as altas receitas oriundas de outros países tornaram o filme lucrativo. Tempos Modernos se tornou o filme mais popular nas bilheterias britânicas entre 1935 e 1936.

### Resposta da crítica
Escrevendo para a revista britânica The Spectator em 1936, Graham Greene elogiou fortemente o filme, observando que, embora sempre houvesse um pouco de uma sensação datada em seus trabalhos anteriores, Chaplin "finalmente entrou definitivamente na cena contemporânea". Greene também observou que, por mais que os filmes anteriores de Chaplin apresentassem heroínas "justas e sem características", a presença de Paulette Goddard no elenco sugeriu que suas personagens femininas pudessem ter mais personalidade do que anteriormente. Ele também expressou preocupação de que o filme seria considerado comunista quando, na realidade, a mensagem de Chaplin era predominantemente apolítica.
Na época de seu lançamento, o filme atraiu críticas por ser quase completamente mudo, apesar de a indústria cinematográfica na época já ter adotado os diálogos em seus filmes. Chaplin temia que o mistério e o romantismo do personagem Tramp fossem arruinados se ele falasse e temia que isso alienasse seus fãs em países que não falassem o inglês. Seus futuros filmes, no entanto, seriam totalmente falados, embora sem o personagem de Little Tramp.
As críticas contemporâneas sobre o filme são geralmente muito positivas. Frank Nugent, do The New York Times, escreveu: "Tempos Modernos ainda tem o mesmo velho Chaplin [...] Nem o tempo consegue mudar a genialidade desse filme". A revista Variety chamou o filme de uma "grande diversão e entretenimento sonoro". O extinto diário The Film Daily escreveu: "Charlie Chaplin marcou um de seus maiores triunfos". John Mosher, do The New Yorker escreveu que Chaplin "produz algumas gargalhadas soberbas... Ao todo, é um esboço divagante, às vezes um pouco frouxo, às vezes bastante leve e de vez em quando seguro em sua rica e antiquada graça". Burns Mantle chamou o filme de "outro sucesso hilariantemente desordeiro". Tempos Modernos é frequentemente aclamado como uma das maiores realizações de Chaplin e continua sendo um de seus filmes mais populares.
O filme possui uma classificação de aprovação de 100% no Rotten Tomatoes com base em 55 revisões, com uma média ponderada de 9,02/10; o consenso crítico do site diz: "Um espetáculo absurdo da América industrializada, Tempos Modernos é tão politicamente incisivo quanto hilariante de rir em voz alta". O Metacritic relata uma pontuação agregada de 96/100 com base em 4 críticas, indicando "aclamação universal".
Atualmente Tempos Modernos é reconhecido pelo American Film Institute como um dos maiores filmes de sempre, integrando as seguintes listas:
- 1998: Os cem melhores filmes estadunidenses - #81;[16]
- 2000: As cem melhores comédias estadunidenses - #33;[17]
- 2007: Os cem melhores filmes estadunidenses (versão de 2007) - #78.[18]

### Apologia ao comunismo e censura
Tempos Modernos acabou por ser censurado em vários países como na Alemanha Nazista, por conta de suas citações sobre o comunismo e a social-democracia [fonte?]. O filme foi também criticado pela sociedade americana por causa das mesmas citações comunistas e social-democratas, bem como suas notáveis críticas à Revolução Industrial. Outro ponto a citar, é que a comédia é um tanto futurista, já que várias tecnologias existentes no filme não existiam há época.